# Бриколаж
 Тази статия е за визуалното изкуство.  За магазина вижте Мосю Бриколаж.  
Бриколаж е термин във визуалните изкуства и музиката. Думата е заимствана от френското bricolage.
Обозначава конструкцията или създаването на творба от разнообразен обхват от предмети, които по някакъв начин са на разположение, или като творба дори може да се приема процесът на изграждане на тази конструкция.
Произведението на Джон Кейдж „Ходене по вода“ е музикален бриколаж. В музиката инструментален бриколаж е използването на различни предмети като музикални инструменти. Стилистичен бриколаж е използването на стандартни инструменти, но по нов, нетипичен начин.
Във визуалното изкуство това е техника, при която творбите са конструирани от различни материали, които са на разположение и е смятана за характеризираща постмодерното изкуство. Тези материали може да са от масовата продукция или „ненужни, иначе за изхвърляне материали“. (бриколажна инсталация )
В архитектурата бриколажът е ефектът („миш-маш бъркотията“) от натрупването на сгради от различни периоди и в различни архитектурни стилове .
Бриколажът се прилага в интериора, модния дизайн, кинематографията и т.н.